# Szkoła Podchorążych Saperów w Riazaniu
 Szkoła Podchorążych Saperów  (SPSap) – ośrodek szkolenia saperów Ludowego Wojska Polskiego.

## Geneza  szkoły
30 czerwca 1944 powstaje Centralna Szkoła Podchorążych Polskich Sił Zbrojnych w ZSRR, a w skład centrum wchodzi Szkoła Podchorążych Saperów złożonej z  4 plutonów szkolnych i 1 plutonu parkowego (zabezpieczenia). Podchorążowie przysięgę wojskową złożyli w dniu 3 września 1944r na sztandar Centralnej Szkoły Podchorążych Polskich Sił Zbrojnych, na ręce dowódcy pułkownika Michała Jurkina.  Zasadniczym celem kształcenia podchorążych kompanii saperskiej było przygotowanie kadr dowódczych niższych szczebli - głównie dowódców plutonów - na potrzeby jednostek inżynieryjno-saperskich WP. W tym okresie realizowano wojenny program szkolenia na kursach 4-, 6-micsięcznych: 1 i 2 pluton - 5 miesięcy; 3 pluton - 6 miesięcy; 4 pluton - 4,5 miesiąca, gdyż podchorążowie tego plutonu posiadali już przygotowanie ogólno wojskowe wyniesione ze służby frontowej. Program nauczania obejmował cykl teoretyczny z przedmiotów ogólno wojskowych (regulaminy, musztrę, wychowanie fizyczne, taktykę, topografię, łączność, uzbrojenie oraz szkolenie chemiczne), jak również specjalistycznych (minerstwo i zapory, fortyfikacje i maskowanie, drogi i mosty, forsowanie i organizację przepraw, taktykę wojsk inżynieryjnych). Cykl praktyczny realizowano w czasie ćwiczeń taktyczno-bojowych w trzech etapach: pierwszy, trwający do 6 tygodni sprowadzał się do wyszkolenia pojedynczego sapera i drużyny; drugi, obejmujący okres do 4 tygodni miał na celu wyszkolenie dowódcy drużyny saperów oraz trzeci, w wymiarze 6-8 tygodni przygotowywał podchorążego do pełnienia funkcji instruktorsko- -metodycznych, głównie zaś dowodzenia plutonem saperów. Praktyka dowódczo-instruktorska była następnym etapem szkolenia kursowego, która, w zależności od rodzaju wojsk, trwała od 2 do 4 tygodni. Realizowano ją w pododdziałach szkolnych, które rozpoczęły szkolenie w późniejszym terminie. Egzaminy kończyły etap saperskiej edukacji w ramach CSP. Według ówczesnego programu obejmowały one: przedmioty ogólne (wychowanie polityczne, wyszkolenie bojowe - taktykę, wyszkolenie strzeleckie, musztrę, regulaminy, wychowanie fizyczne, terenoznawstwo i wyszkolenie chemiczne - gazownictwo) oraz specjalistyczne (fortyfikacje, przeszkody minerskie - zapory minowe, wysadzanie - minerstwo, mosty wojskowe, drogi wojskowe, maszyny inżynieryjne, przeprawy, prace podziemno-minerskie, maskowanie i elektrotechnikę)50. 14 sierpnia 1944 r. odbyła się pierwsza promocja 47 absolwentów 1. i 2. plutonu kompanii szkolnej saperów CSP. Promocja 15 absolwentów 3. plutonu odbyła się 15 września, a 13 absolwentów 4. plutonu 25 października 1944 r.51 Łącznie należy przyjąć, że 75 oficerów młodszych w stopniu podporucznika zostało wyszkolonych w ramach Centrum i zasiliło liniowe jednostki inżynieryjno-saperskie WP. Wówczas, w ramach CSP WP zorganizowano nową — drugą kompanię  szkolną podchorążych saperów w składzie czterech plutonów po trzy drużyny. W pierwszych dniach września 1944 roku 100-osobowa szkolna kompania podchorążych saperów rozpoczęła szkolenie programowe. Obejmowało ono 22 przedmioty z cyklu ogólno wojskowego oraz specjalistycznego w wymiarze 1260 godzin lekcyjnych w planowanym 5,5-miesięcznym okresie szkolenia. Ramowy program kształcenia nie został poddany zasadniczej zmianie w stosunku do pierwszego turnusu. Cele kształcenia i treści nauczania oraz skład organizacyjny kursu nie uległy również poważniejszym modyfikacjom. W zakresie rekrutacji kandydatów usiłowano przestrzegać kryteriów obowiązujących w szkoleniu wojennym podchorążych WP. Od kandydatów wymagano więc cenzusu wykształcenia gimnazjalnego (lub zbliżonego - minimum 2-3 klas gimnazjum). Jednak i to kryterium okazało się nieosiągalne, więc przyjmowano również z wykształceniem podstawowym. Preferowano także podoficerów lub żołnierzy z pełnym wojskowym przeszkoleniem podstawowym. Druga szkolna kompania podchorążych saperów nie zakończyła przewidzianego planem kursu szkoleniowego w Riazaniu. Na przełomie stycznia i lutego 1945 roku przeniesiono ją do Krakowa i weszła w skład organizacyjny Oficerskiej Szkoły Piechoty nr 1. Tam też podchorążowie w pierwszej dekadzie marca 1945 roku przystąpili do końcowej sesji egzaminacyjnej. Promocja oficerska tej kompanii odbyła się 15 marca 1945 r. w Krakowie, a szlify oficerskie otrzymało 71 podchorążych, w tym: 63 stopień podporucznika i 8 na stopień chorążego w korpusie inżynieryjno-saperskim.

## Struktura Szkoły
- Komenda
- 4 plutony szkolne
- 1 pluton parkowy (zabezpieczenia)

## Dowódca kompanii
- por Tadeusz Żółkiewski
- kpt Aleksander Kapustin

## Kadra szkoły
- ppor  Stanisław Szmidlin – zastępca ds. politycznych
- por Jan Kłos – dowódca 1 plutonu
- por Stanisław Tomaszewicz - dowódca 2 plutonu
- por Stanisław Stępniak - dowódca 3 plutonu
- por Stanisław Jurneczko - dowódca 4 plutonu
- ppor Józef Dyrynda – dowódca plutonu parkowego
- sierż. Tawliszyn – szef kompanii

## Wykładowcy
- por Włodzimierz Dymidas – polityczno wychowawcze
- mjr Siergiej Sawinow – fortyfikacja i maskowanie
- kpt Konstanty Panow – minerstwo i zapory
- por Nefret Dierbieniew – przeprawy
- por Eugeniusz Jakowlew – taktyka
- ppor Józef Dyrynda – techniczne[2]

## Absolwenci
| - Ignacy Antosz - Franciszek Bandurek - Łukasz Barczyński - Tadeusz Bełza - Aleksander Bielik - Jan Bielański - Zygmunt Bielski - Bronisław Brodawczuk - Henryk Bursztyn - Teofil Czonasz |  | - Mikołaj Czumak - Mieczysław Derenowski - Edmund Drozdowicz - Zygmunt Falkowski - Henryk Fiszel - Józef Gastfreund - Natan Gastfreund - Antoni Gawdzik - Jakub Goldfarb - Tadeusz Gołąb - Mieczysław Grunwald |  | - Eliasz Herzig - Lejba Hoppen - Stanisław Hryckiewicz - Tadeusz Jejdelski - Jan Janiszyn - Stefan Jasieńko - Bolesław Kartaszewski - Zbigniew Kędzierski - Wincenty Koładenny - Czesław Kondracki |  | - Mieczysław Liwiecki - Romuald Lichodziejewski - Marek Lichtblau - Piotr Łozicki - Bolesław Maziarz - Jerzy Melibruda - Leonard Mingało - Edward Morawski - Jan Niewiadomski - Franciszek Olipra - Stanisław Ossowski |  | - Władysław Ossowski - Edward Perskiewicz - Bolesław Pietrzykowski - Czesław Piotrowski - Leon Reches - Ignacy Potocki - Stanisław Ryszowski - Włodzimierz Semkow - Kazimierz Skrzymiński - Norbert Stanny |  | - Edward Stecki - Popowski - Stanisław Szczepański - Stanisław Szeniawski - Tomasz Szeremeta - Tadeusz Tomczyk - Zbigniew Tomczyk - Turyn Mieczysław - Kazimierz Turzyński - Henryk Urbański - Piotr Zieliński - Eugeniusz Zigerz |